# Joseph Bradley Varnum
Joseph Bradley Varnum (Dracut, 1751. január 29. – Dracut, 1821. szeptember 21. vagy 1821. szeptember 11.) az Amerikai Egyesült Államok szenátora (Massachusetts, 1811–1817).